# Moravská Svratka
Moravská Svratka (německy Mährisch Swratka) je část města Svratka v okrese Žďár nad Sázavou. Nachází se na jihu Svratky. V roce 2009 zde bylo evidováno 98 adres. V roce 2001 zde trvale žilo 201 obyvatel.
Moravská Svratka je také název katastrálního území o rozloze 3,79 km2.

## Historie obce
První dva domy byly postaveny v době Viléma Dubského z Třebomyslic. Jeden koupil roku 1626 Martin Stolz, druhý roku 1632 Wolf Preyssler. Třetí postavil po roce 1635 hrnčíř Jakub Tichý. Roku 1644 byli zapsáni jako chalupníci při České Svratce. Od roku 1665 byla samostatnou vsí. Roku 1749 dostala obec pečeť. Od roku 1850 patřila k Moravským Křižánkám, od roku 1875 byla opět samostatná.